# 신인민당
신인민당(노르웨이어: Det Nye Folkepartiet, 약칭 DNF)은 노르웨이에 있었던 자유주의 정당이다. 1972년 EC 가입 국민투표가 부결로 결론난 후 좌파당이 라르스 코르발이 주도하는 반EC 내각에 합류하자 이에 반대한 친EC 인사들을 중심으로 창당되었다. 그러나 1973년 총선에서 1석 만을 얻는데 그치면서 크게 부진하였으며, 1977년 총선에서는 아예 원내 진출에 실패하였다. 1980년 자유인민당(노르웨이어: Det Liberale Folkepartiet, 약칭 DLF)으로 당명을 교체하였으며 1988년 다시 좌파당으로 합류하였다.